# Miřetice (Benešovi járás)
Miřetice település Csehországban, a Benešovi járásban. Miřetice Chmelná, Vracovice, Pravonín, Kuňovice és Zdislavice településekkel határos. Lakosainak száma 230 fő (2024. január 1.).

## Népesség
A település lakosságának változását az alábbi diagram mutatja:
| Lakosok száma | 261  | 227  | 234  | 167  | 128  | 155  | 184  | 189  | 207  | 230  |
|               | 1869 | 1890 | 1921 | 1950 | 1980 | 2001 | 2017 | 2019 | 2022 | 2024 |